# (17521) Kiek
(17521) Kiek est un astéroïde de la ceinture principale.

## Description
(17521) Kiek est un astéroïde de la ceinture principale. Il fut découvert le 27 janvier 1993 à Caussols par Eric Walter Elst. Il présente une orbite caractérisée par un demi-grand axe de 2,81 UA, une excentricité de 0,06 et une inclinaison de 1,0° par rapport à l'écliptique.

## Compléments